# El Basal, Las Menorcas Y Llanos De Cardiel
El Basal, Las Menorcas Y Llanos De Cardiel este o arie protejată (arie de protecție specială avifaunistică — SPA) din Spania întinsă pe o suprafață de 6.987,19 ha, integral pe uscat.

## Localizare
Centrul sitului El Basal, Las Menorcas Y Llanos De Cardiel este situat la coordonatele 41°33′42″N 0°08′05″E / 41.5617°N 0.134637°E.

## Înființare
Situl El Basal, Las Menorcas Y Llanos De Cardiel a fost declarat arie de protecție specială avifaunistică în noiembrie 1999 pentru a proteja 31 de specii de animale.

## Biodiversitate
Situată în ecoregiunea mediteraneană, aria protejată nu include niciun habitat protejat.
La baza desemnării sitului se află mai multe specii protejate de  păsări (31): vulturul negru (Aegypius monachus), ciocârlie-de-câmp (Alauda arvensis), fâsă-de-câmp (Anthus campestris), fâsă de luncă (Anthus pratensis), Aquila adalberti, Bubulcus ibis, pasărea ogorului (Burhinus oedicnemus), șorecarul comun (Buteo buteo), ciocârlie-cu-degete-scurte (Calandrella brachydactyla), Calandrella rufescens, cânepar (Carduelis cannabina), sticlete (Carduelis carduelis), Chersophilus duponti, dumbrăveancă (Coracias garrulus), Falco naumanni, vânturel roșu (Falco tinnunculus), Galerida theklae, Lanius excubitor meridionalis, sfrâncioc cu cap roșu (Lanius senator), ciocârlie de bărăgan (Melanocorypha calandra), prigoare (Merops apiaster), pietrar mediteranean (Oenanthe hispanica), pietrar sur (Oenanthe oenanthe), Pterocles alchata, Pterocles orientalis, Pyrrhocorax pyrrhocorax, turturică (Streptopelia turtur), Sylvia conspicillata, silvie de tufiș (Sylvia undata), spârcaci (Tetrax tetrax), nagâț (Vanellus vanellus).
Pe lângă speciile protejate, pe teritoriul sitului au mai fost identificate 12 specii de plante, 2 specii de amfibieni, 2 specii de mamifere, 3 specii de reptile.